# Нюренга
Нюренга — река в России, протекает в Никольском районе Вологодской области. Устье реки находится в 18 км по правому берегу реки Товы. Длина реки — 13 км.
Исток Нюренги в лесах, в 54 км к юго-западу от Никольска близ границы с Костромской областью. Река течёт по ненаселённому лесу на запад, в среднем течении на берегу нежилая деревня Ноговицыно.

## Данные водного реестра
По данным государственного водного реестра России относится к Верхневолжскому бассейновому округу, водохозяйственный участок реки — Унжа от истока и до устья, речной подбассейн реки — Бассей притоков Волги ниже Рыбинского водохранилища до впадения Оки. Речной бассейн реки — (Верхняя) Волга до Куйбышевского водохранилища (без бассейна Оки).
По данным геоинформационной системы водохозяйственного районирования территории РФ, подготовленной Федеральным агентством водных ресурсов:
- Код водного объекта в государственном водном реестре — 08010300312110000014580
- Код по гидрологической изученности (ГИ) — 110001458
- Код бассейна — 08.01.03.003
- Номер тома по ГИ — 10
- Выпуск по ГИ — 0